# Sent Liunard
Sent Liunard (en francès Saint-Léonard-de-Noblat) és un municipi francès situat al departament de l'Alta Viena i a la regió de la Nova Aquitània.

## Demografia
| 1962                                       | 1968  | 1975  | 1982  | 1990  | 1999  | 2007  |
| ------------------------------------------ | ----- | ----- | ----- | ----- | ----- | ----- |
| 5.676                                      | 5.709 | 5.457 | 5.275 | 5.024 | 4.764 | 4.650 |
| Des de 1962: població sense dobles comptes |       |       |       |       |       |       |

## Administració
| Període   | Identitat          | Partit |
| --------- | ------------------ | ------ |
| 1977-1995 | Claude Andrieu     | PS     |
| 1995-2001 | Jean-Claude Bardon | PS     |
| 2001-     | Christine Riffaud  |        |